# Валя-Лунге (Васлуй)
Валя-Лунге (рум. Valea Lungă) — село у повіті Васлуй в Румунії. Входить до складу комуни Віндерей.
Село розташоване на відстані 233 км на північний схід від Бухареста, 54 км на південь від Васлуя, 113 км на південь від Ясс, 82 км на північ від Галаца.

## Населення
За даними перепису населення 2002 року у селі проживали 386 осіб, усі — румуни. Усі жителі села рідною мовою назвали румунську.